# Динкчи, Эрен
Эрен Сами Динкчи (тур. и нем. Eren Sami Dinkçi; род. 13 декабря 2001, Бремен) — немецкий и турецкий футболист, нападающий клуба «Фрайбург».

## Клубная карьера
Футбольную карьеру начал в молодёжной команде клуба «Боргфельд». В январе 2019 года подписал контракт с «Вердером» до 2022 года. 19 декабря 2020 года дебютировал в основном составе «Вердера» в матче немецкой Бундеслиги против клуба «Майнц 05», выйдя на замену Романо Шмиду. На 90-й минуте забил победный гол «Вердера» ударом головой после передачи Тахита Чонга.

## Карьера в сборной
Выступал за сборную Турции до 19 лет и за сборную Германии до 20 лет.